# 11771 Maestlin
A 11771 Maestlin (ideiglenes jelöléssel 4136 T-2) a Naprendszer kisbolygóövében található aszteroida. Cornelis Johannes van Houten,  Ingrid van Houten-Groeneveld és Tom Gehrels fedezte fel 1973. szeptember 29-én.